# Salicorne vivace
Sarcocornia perennis
Espèce
La Salicorne vivace ou Salicorne pérenne (Sarcocornia perennis) est un sous-arbrisseau halophile pérenne, voisine des salicornes, mais qui ne fait plus partie du genre Salicornia. Elle est rattachée au genre Sarcocornia.

## Synonymes
- Salicornia perennis Mill., 1768
- Arthrocnemum perenne (Mill.) Moss, 1948.

## Description
Les feuilles sont réduites à des écailles, les tiges deviennent ligneuses et se colorent avec le temps.
La floraison a lieu d'août à octobre.

## Habitats
C'est une plante du littoral, des marais salants ou des grèves caillouteuses.